# Trachodon
Trachodon (Trachodon) – niepewny rodzaj ornitopoda, którego nazwa oznacza ,,prymitywny ząb". Opisany na podstawie zębów znalezionych w formacji Judith River (Montana, USA). Pochodzą one z mastrychtu (późna kreda). Trachodon ma zawiłą taksonomię i obecnie jest uważany za rodzaj wątpliwy. Materiał kopalny składa się z zębów, które w rzeczywistości należą do ceratopsa (zęby tych dinozaurów mają charakterystyczny podwójny korzeń) i hadrozaura. Joseph Leidy po zauważeniu tej różnicy zasugerował, że do trachodona należą tylko te zęby, które obecnie są uznawane za zęby ceratopsa. Tymczasem zęby należące do hadrozaura mogą pochodzić od przedstawiciela rodziny Lambeosauridea.

## Historia
W 1865 Leidy znalazł w formacji Judith River fragmentaryczne szczątki dinozaurów. Opisał ich właścicieli pod nazwami Deinodon, Palaeoscincus i Troodon. Trachodona opisał na podstawie siedmiu zębów oznaczonych jako ANSP 9260, z których jeden jak później się okazało należał do ceratopsa. Dzięki późniejszym lepiej zachowanym szczątkom hadrozaurów zaczął snuć teorię, że wszystkie szczątki dinozaurów posiadających podwójnie zakrzywiony ząb powinny być określane nazwą Hadrosaurus .. Podczas ,,Wojen na kości" prowadzonych przez Edwarda Drinkera Cope i Othniela Charlesa Marsha, obaj ci badacze opisali sporo gatunków trachodona i innych hadrozaurów. Opisywali je nawet na podstawie bardzo fragmentarycznych skamielin, niejednokrotnie na podstawie jednej skamieliny obaj badacze opisywali dwa gatunki dinozaurów kaczodziobych. Doprowadziło to do sporego zamętu w taksonomii trachodona i innych hadrozaurów. Posunęli się nawet do tego, że wszystkie skamieliny hadrozaurów wliczali do rodzaju Trachodon oprócz skamielin na których podstawie opisano hadrozaura pod nazwą Claosaurus agillis. Później badacze zaczęli stopniowo negować przynależność poszczególnych gatunków do rodzaju Trachodon lub podważyli ich ważność. W 1942 Lull i Wright uznali że holotyp trachodona zawiera cechy typowe dla wszystkich hadrozaurów i zasugerowali, że z powodu fragmentaryczności materiału kopalnego nazwa Trachodon nie powinna być używana. Obecnie nie używa się nazwy Trachodon a ten rodzaj uznaje się za nomen dubium czyli niepewny.
Gatunki
Trachodon Leidy, 1856 nomen dubium

Trachodon mirabillis Leidy, 1856 nomen dubium

Trachodon (Pteropelyx) altidens Lambert 1902, nomen dubium.Opisany na podstawie niekompletnej szczęki górnej z zębami. Znaleziona w Parku Dinozaurów w Albercie (USA). Pochodzi ona z kompanu. Lull i Wright zaliczali ją do rodzaju Procheneosaurus. Znany również pod nazwą Didanodon altidens (Osborn, 1902).

Trachodon amurensis Riabinn, 1925. Opisany na podstawie niekompletnego szkieletu, znalezionych w górnonokredowych osadach leżących wokół rzeki Amur w Mandżuria (Chiny). Obecnie uznawany za gatunek należący do rodzaju Mandschurosaurus.

Trachodon avatus Cope, 1871 nomen dubium. Obecnie jego szczątki przypisuje się do Edmontosaurus regalis, mimo że T. avatus został wcześniej opisany.

Trachodon cantabrigiensis Lydekker, 1888 nomen dubium. Niepewny gatunek wczesnego hadrozaura opisany na podstawie BMNH R.496 – zębów z kości zębowej. Zostały one znaleziono w pochodzących z albu skałach Greensand Cambridge (Cambridgeshire, Anglia).

Trachodon longiceps Marsh, 1897 nomen dubium. Opisany na podstawie w większości zachowanej kości zębowej wraz z zębami.
Jego szcząki znaleziono w formacji Lance (Wyoming, USA). Obecnie przydzielany do rodzaju Anatotitan.

Trachodon (Pteropelyx) marginatus Lambe, 1902 nomen dubium. Opisany na podstawie ROM 1218 – chimery, powstałej ze znalezionych w różnych miejscach szczątków. Były one przypisywane do gatunków Stephanosaurus marginatus, Lambeosaurus lambei i Kritosaurus marginatus.

Trachodon (Pteropelyx) selwyni Lambe, 1902 nomen dubium. Opisany na podstawie kości zębowej z zębami (NMC 290)znalezionej w formacji Park Dinozaurów (Alberta). Materiał kopalny tego gatunku jest zbyt fragmentaryczny, aby potwierdzić jego przynależność do Hadrosauridae.